# Mauvezin-d’Armagnac
Mauvezin-d’Armagnac település Franciaországban, Landes megyében. Lakosainak száma 99 fő (2022. január 1.). Mauvezin-d’Armagnac Betbezer-d’Armagnac, Labastide-d’Armagnac és Lagrange községekkel határos.

## Népesség
A település népességének változása:
| Lakosok száma | 141  | 98   | 100  | 102  | 117  | 109  | 93   | 89   | 86   | 99   |
|               | 1968 | 1982 | 1990 | 2006 | 2013 | 2015 | 2017 | 2019 | 2020 | 2022 |